# Histoire de la Direction de la Surveillance du territoire
L'histoire de la Direction de la Surveillance du territoire retrace l'évolution de la Direction de la Surveillance du territoire, le principal service de contre-espionnage de la France, créé en 1944 et dissout en 2008 dans la nouvelle Direction générale de la Sécurité intérieure.

## Gouvernement provisoire de la République française

### Création et établissement de la doctrine
La Direction de la Surveillance du territoire est l'héritière du Contrôle Général de la Surveillance du Territoire (CGST), un service de police créé en 1934 par le gouvernement Gaston Doumergue 2 au moment de la création de la Direction générale de la Sûreté nationale. Elle est renforcée en 1937 par le Front populaire, et permet  l'arrestation de nombreux espions allemands pendant la Seconde Guerre mondiale. Plusieurs de ses membres rejoindront d'ailleurs la Résistance.
La DST succède à la ST par une ordonnance du 16 novembre 1944, signée du général de Gaulle et relative à l'organisation du ministère de l'Intérieur, que vient compléter un arrêté du 22 novembre 1944. Elle est confiée à Roger Wybot, qui avait dirigé à Londres, à partir de décembre 1941, la section de contre-espionnage du Bureau central de renseignements et d'action (BCRA).

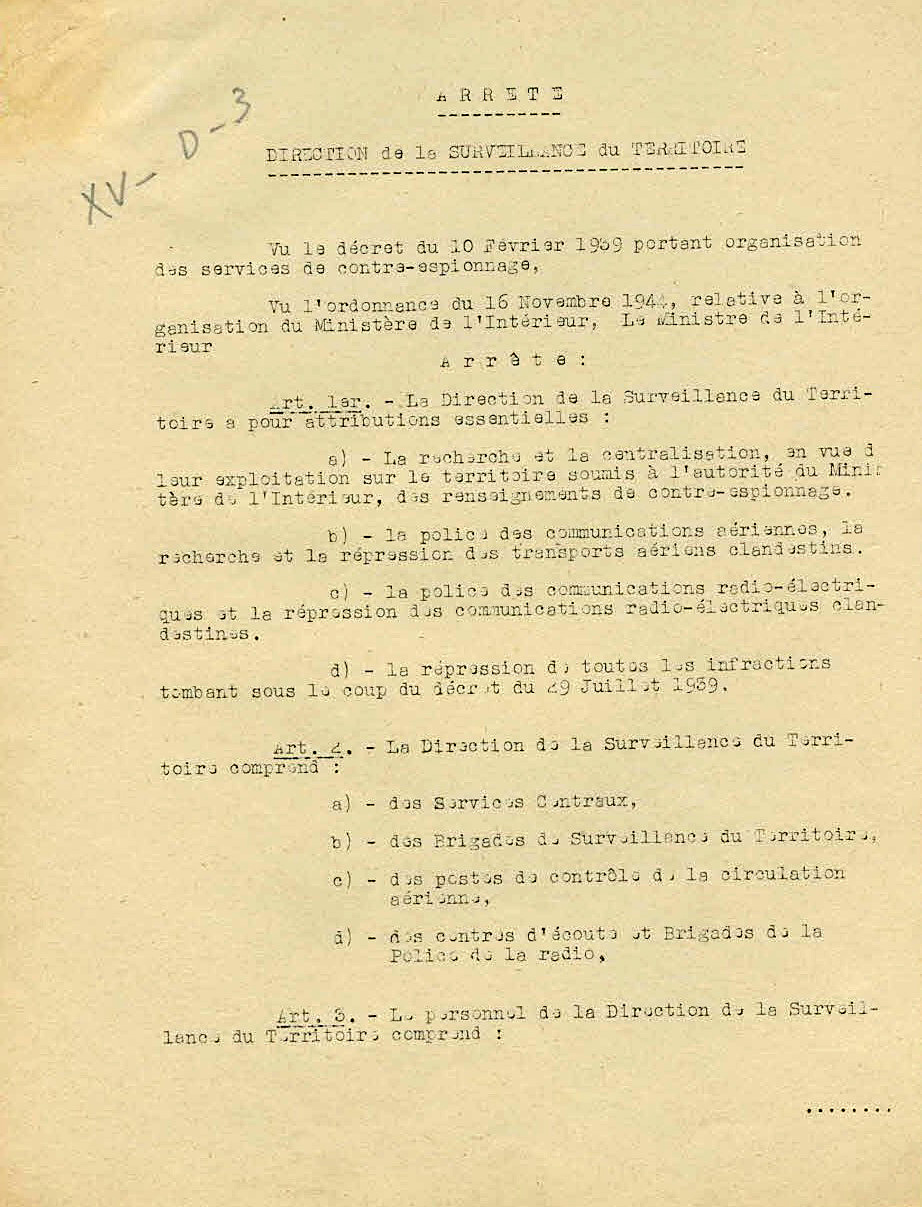
Arrêté dactylographié du ministre de l’Intérieur précisant l’organisation de la Direction de la surveillance du territoire (DST), créée par ordonnance le 16 novembre 1944. Archives nationales de France.

Le général de Gaulle fixe ses attributions et ses structures internes. La tâche dévolue aux « documentalistes » de ce service nouveau et interne à la DST consistait principalement à identifier par recoupement les résidents étrangers suspectés de se livrer à des activités d'espionnage et de terrorisme ainsi que, en cas d'arrestation d'un suspect, de préparer les schémas d'interrogatoires. Pour cela, la DST devait exploiter les informations transmises par les agents de terrain et à mettre à jour un fichier nominatif. Lors de sa création, la DST a également pour mission de traquer les anciens criminels de guerre et collaborationnistes.
Selon Philippe Bernert, la création de la direction marquait une rupture nette avec la doctrine passée car, pour la première fois en France, le contre-espionnage échappait au contrôle de l'armée. Roger Wybot prit soin de lui assurer une indépendance totale et mit l'accent sur l'exploitation du renseignement qu'il confia à un service de documentation créé à son initiative.
Roger Wybot assigne trois missions à la DST, qui marquent son action pour les décennies à venir. Tout d'abord, le « noyautage systématique » des organismes que les espions étrangers utilisent comme couverture pour leurs opérations en France ; la « neutralisation » des agents étrangers opérant sur le territoire ; la création d'un système de documentation central mis à jour et facilitant le recoupage d'informations et l'enquête.

### Traque de collaborationnistes
Les premiers dossiers ouverts par la DST ont trait à la présence, sur le territoire, de personnes ayant collaboré avec l'Allemagne nazie. Dès septembre 1944, des enquêtes sont menées sur des personnes ayant adhéré à un parti collaborationniste ou s'étant engagé dans des groupements militaires de l'armée allemande.

### Surveillance des canaux de financement soviétiques
La DST est chargée de surveiller la Banque commerciale pour l'Europe du Nord, qui joue un rôle clef dans le financement d'activités communistes en France, à partir de 1945. Wybot demande des renseignements sur le nouveau PDG de la banque le 14 juin 1945.

## Quatrième République

### Débuts de la guerre d'Algérie
La DST infiltre le Front de libération nationale en métropole. La DST quadrille le territoire de l'Algérie française avec des centres d'interception radio, allant de l'Algérois au Sahara. Pendant la guerre d'Algérie, la DST affecte 70 % de son personnel à la guerre.

### Affaire du camp soviétique de Beauregard
La France avait laissé en 1944 à l'URSS la souveraineté sur le camp de Beauregard. Une opération de la DST est lancée en 1947, sous le prétexte de trouver des enfants perdus. Les agents de la DST découvre des caisses d'armes. En interne, l'affaire montre à la direction de la DST l'importance de la lutte anti-communiste en France.

### Affaire du bazooka
En janvier 1957, le général Raoul Salan, gouverneur militaire de l'Algérie française, est l'objet d'une tentative d'attentat à Alger. Si l'enquête est d'abord menée par la Sûreté urbaine d'Alger, le ministre résident à Alger Robert Lacoste informe le 2 février Guy Mollet que « les policiers de la sécurité publique d'Alger [étant] arrivés au terme de leur enquête [...] [l]'affaire va être passée à la DST, puis à la justice ». La DST enquête ainsi sur les évènements.

## Présidence de Charles de Gaulle

### Poursuite de la guerre en Algérie
De 1958 à 1961, la DST fait inculper, selon le Monde, 3 100 agents du FLN en métropole, et 14 000 en Algérie. 

### Lutte contre l'Organisation de l'armée secrète
En 1961, la DST crée une force opérationnelle appelée « Missions C », chargée exclusivement de la lutte contre l'Organisation de l'armée secrète.

### Affaire Georges Pâques
Georges Pâques est un haut fonctionnaire français. Ancien résistant, il a pris contact pendant la guerre avec des services de l'Union des républiques socialistes soviétiques. Grâce à son poste au sein de l'Organisation du traité de l'Atlantique nord, il fait fuiter au KGB des informations sensibles. Le SDECE, ancêtre de la Direction générale de la Sécurité extérieure, mène une enquête sur lui après que Philippe Thyraud de Vosjoli a été mis sur sa piste par un informateur soviétique de la CIA, Anatoli Golitsyn, major du KGB,,, travaillant en Finlande avant de passer à l'Ouest. Le SDECE obtient une preuve de la trahison de Pâques le 10 août 1963, alors qu'il se rend à un rendez-vous à Feucherolles avec Vassili Vlassov, officier du KGB.
L'information est transmise à la DST, qui est chargée de l'arrestation et de l'interrogation. Georges Pâques est arrêté le 12 août devant son lieu de travail à la Porte Dauphine (siège de l'OTAN), et reconnaît devant Marcel Chalet qu'il a été recruté par les Soviétiques. Il répond à toutes les questions du service. 

### Démantèlement d'un réseau d'espionnage de la Stasi
En 1966, la DST enquête sur des agents secret du ministère de la Sécurité d'État (Stasi). Le domicile d'un des deux agents impliqués, Bammler, est perquisitionné, et les enquêteurs découvrent une statuette de bois contenant un appareil photographique miniature, un code de déchiffrement de messages secrets, etc. Le 27 avril 1967, Hans et Marianne Bammler sont condamnés à 18 et 12 ans de prison. Leur partenaire à Paris, Peter Kranick, est condamné à vingt ans de prison.

## Présidence de Georges Pompidou

### Opération Palmes et espionnage duCanard Enchaîné
La DST met sur écoute certains journalistes. Le 3 décembre 1973, des agents de la DST, déguisés en plombiers, sont surpris en train d'installer un micro espion dans les bureaux du journal Le Canard enchaîné.

## Présidence de François Mitterrand

### Affaire Farewell
Une des affaires les plus célèbres de la DST est celle qui concerne Vladimir Vetrov, officier du KGB qui trahit son service par rancœur au printemps 1980. Il contacta la DST, craignant que la direction générale de la Sécurité extérieure (DGSE), le service français habituellement chargé de l'espionnage, ait été pénétré par le KGB, et parce qu'il avait été en relation avec un Français répondant au nom de Jacques Prévost qui assurait le suivi des contrats signés par Thomson-CSF en Union soviétique, notamment dans le domaine des télécommunications.
La DST craint une opération de manipulation de la part des Soviétiques (opérations dans lesquelles les Soviétiques étaient passés maîtres). Cependant, sur l'insistance de l'officier du KGB, le service français demanda à Xavier Ameil, cadre commercial d'une grande entreprise, d'accepter de jouer à l'officier traitant. Vetrov livra des informations de tout premier ordre. Au point, quelques mois plus tard, d'avoir inspiré à Ronald Reagan ce jugement aussi dithyrambique que lapidaire : « c'est l'une des plus grandes affaires d'espionnage du XXe siècle ».
Le bilan est exceptionnel : selon Marcel Chalet, Vetrov dit « Farewell » a remis exactement 2997 pages de documents émanant pour la plupart du KGB, la majeure partie de ses documents est frappée du cachet indiquant le niveau de classification maximal. Farewell a aussi donné à la DST la liste d'environ 250 noms de membres de ligne X du KGB, c'est-à-dire les officiers de renseignement chargés de recueillir les renseignements scientifiques et techniques à travers le monde, et de 170 agents du KGB appartenant à d'autres directions du KGB et du GRU.
Le 5 avril 1983, la France demanda à 47 Soviétiques de quitter le territoire, sur ce total 40 étaient investis de fonctions diplomatiques, deux exerçaient le métier de journaliste et cinq officiaient dans différents organismes commerciaux.

### Montée en puissance du renseignement technologique
La DST recrute, à partir de la fin des années 1980, des pirates informatiques afin de ne pas perdre d'avance sur les questions liées à la cybersécurité.

### Traque et arrestation de Carlos
En 1994, Jean-François Clair, le directeur adjoint de la DST, apprend de la CIA qu'Ilich Ramírez Sánchez se trouve au Soudan. La DST mène une enquête sur place, le localise, et l'enlève le 14 août 1994 à Khartoum, sur ordre du ministère de l'Intérieur Charles Pasqua. Il est ramené, anesthésié, dans un avion militaire qui atterrit à l'aéroport de Villacoublay. Il est incarcéré en France à la prison de la Santé le 15 août 1994. Sa capture a eu lieu pendant qu'il était endormi pour une chirurgie plastique qui visait à cacher son identité. 
L’instruction de son affaire est assurée par le juge Jean-Louis Bruguière. Sa défense est préparée par les avocats Jacques Vergès, Mourad Oussedik et Martine Tigrane avec l'aide du banquier pro-palestinien François Genoud.